# 宇部市野球場
宇部市野球場（うべし やきゅうじょう）は、山口県宇部市の恩田運動公園内にある野球場。宇部市の条例上の施設名称は恩田運動公園野球場（おんだうんどうこうえん やきゅうじょう）で、宇部市野球場は通称名として使用されている。施設は宇部市が所有し、宇部市スポーツ協会が指定管理者として運営管理を行っている。
施設命名権（ネーミングライツ）により、2011年4月1日から愛称をユーピーアールスタジアムとしている。

## 概要
1941年（昭和16年）に宇部市営恩田野球場（うべしえい おんだやきゅうじょう）として開場。1998年（平成10年）2月5日に改築工事が完成し、同時に条例上の施設名称を恩田運動公園野球場に改称。併せて宇部市野球場という通称名が付与された。
高校野球の他、不定期に読売ジャイアンツや広島東洋カープのプロ野球オープン戦、横浜DeNAベイスターズのイースタン・リーグ公式戦、福岡ソフトバンクホークスや広島のウエスタン・リーグ公式戦などが開催されている。公式戦誘致のための資金収入を得るため、場内フェンスに広告を掲示している。
2011年（平成23年）に開催されたおいでませ!山口国体高校野球（硬式）の会場となっていた。
恩田運動公園の再整備事業「恩田スポーツパーク整備事業」の一環で、自治体運営の野球場としては県内で初めて内外野が人工芝化され、2024年3月26日にリニューアルオープンした。

## 施設命名権
宇部市は新たな財源確保と、スポーツの振興や市民サービスの向上と地域経済の活性化を目的に、2011年開催の「おいでませ!山口国体」で競技会場となる当球場と中央公園テニスコートの2施設に施設命名権（ネーミングライツ）を導入する方針を明らかにし、2010年12月1日から2011年1月31日までの間、両施設について年額200万円以上を条件に売却先の募集を実施した。
その結果、当球場の命名権には宇部市に本社機能の一部を置きパレットなど物流機器のレンタルを主な業務とするユーピーアール1社のみが契約期間3年、年額300万円（総額900万円、消費税等込）の条件で応募した。2月9日に開かれた選定委員会における審査を経て売却先に内定し、2月28日付で売却が正式決定。愛称を「ユーピーアールスタジアム」とすることが決まった。契約期間は2011年4月1日から2014年3月31日までの3年間で、3月4日に契約調印式が執り行われ、ユーピーアールの酒田義矢社長は野球場の命名権取得に関し「国民的スポーツで広告効果が大きい。（宇部市の）市制90年のお役に立てばと思い応募した」と説明した。その後、球場のメインスタンド正面やスコアボード、バックネットの下など場内の5か所に愛称のロゴを配した看板が、ユーピーアールの諸費用負担によって設置された。命名権導入後も、宇部市の条例上の施設名称「恩田運動公園野球場」は変更せず、通称名「宇部市野球場」も継続して使用している。
なおユーピーアール側は命名権取得の経緯について「我が社の取引先はメーカー、運送会社、宅配会社などに限定されており、ネーミングライツも一般消費者向けの広告効果を狙ったわけではない」としている。

## 施設概要
- 利用時間 - 8時から21時
- 休館日 - 年末年始（12月29日 - 1月3日）
- 駐車場 - 410台
- 階数 - 地上3階
- 延床面積 - 10,587.94m2
- 建築面積 - 4,940.12m2
- グラウンド面積 - 13,430m2
- 内野　人工芝生舗装、一部黒土舗装（リニューアル前はクレー舗装）
- 外野　人工芝生舗装
- 収容人数 - 13,000人（内野座席8,300人、内野立ち見2,200人、外野2,500人）
2011年4月現在の公式サイト内の資料による。球場パンフレットでは芝生席である外野の収容人数を9,500人とし、総収容人数を20,000人としていた。ただし実態としては元々上記の人数であり、2011年の巨人対ヤクルト戦もチケットは完売し満員となったが、入場者数は11,561人だった[6]。
- 照明 - 6基 （4段切替）
- スコアボード - LED

## 歴史
- 1941年（昭和16年） - 「宇部市営恩田野球場」（うべしえい・おんだやきゅうじょう）として開場。
- 1953年（昭和28年）4月25日 - 広島カープが、大阪タイガースを迎えて宇部で初となるプロ野球公式戦を主催試合として開催。
- 1995年（平成7年）12月 - 改築工事のため全面閉鎖。
- 1998年（平成10年）
  - 2月5日  - 改築工事竣工。同時に条例上の施設名称を「恩田運動公園野球場」に改称し、併せて通称名「宇部市野球場」が付与された。一軍公式戦のナイター開催に必要な照度を充足する照明設備が設けられている。
  - 5月26日 - 広島東洋カープ主催の公式戦（横浜ベイスターズ戦）開催。
- 1999年（平成11年） - 広島東洋カープ主催で中日ドラゴンズ戦が行われた。
- 2011年（平成23年）
  - 4月1日 - 命名権契約により「ユーピーアールスタジアム」の呼称を使用開始。
  - 4月12日 - 読売ジャイアンツ（巨人軍）主催で2011年度セントラル・リーグ公式戦（東京ヤクルトスワローズ戦）を開催[7]。巨人戦の宇部開催は56年ぶりで、巨人主催公式戦としては初。東日本大震災の影響により開幕日が2週間延期となり、この試合が2011年シーズンの開幕戦となっただけでなく、巨人としてもフランチャイズ制を導入した1952年以降としては初の地方球場での開幕戦ということにもなった。

## プロ野球開催実績

### 読売ジャイアンツ

#### セントラルリーグ公式戦
- 2011年4月12日 - 読売ジャイアンツ9-2東京ヤクルトスワローズ 観衆:11,561人

#### オープン戦
- 2002年3月4日 - 読売ジャイアンツ-日本ハムファイターズ
- 2008年3月3日 - 読売ジャイアンツ3-2オリックス・バファローズ 観衆:7,212人

#### イースタン・リーグ
- 1971年8月24日 - 読売ジャイアンツ4-7ロッテ・オリオンズ

### 横浜DeNAベイスターズ

#### セントラルリーグ公式戦
- 1958年9月9日 - 大洋ホエールズ8-1広島カープ 観衆:18,000人
- 1959年6月25日 - 大洋ホエールズ2-1広島カープ

#### オープン戦
- 1959年3月4日 - 大洋ホエールズ1-0東映フライヤーズ
- 1976年3月13日 - 大洋ホエールズ4-1ロッテ・オリオンズ 観衆:6,000人
- 2001年3月11日 - 横浜ベイスターズ3-0阪神タイガース 観衆：10,000人

#### イースタン・リーグ公式戦
- 2002年8月24日 - 湘南シーレックス対読売ジャイアンツ
- 2004年8月22日 - 湘南シーレックス対読売ジャイアンツ

#### ファーム交流試合
- 2023年6月4日 - DeNA3-2ソフトバンク[8]

### 広島東洋カープ

#### セントラルリーグ公式戦
- 1953年4月25日 - 広島カープ2-3大阪タイガース
- 1955年4月26日 - 広島カープ1-4読売ジャイアンツ
- 1955年8月25日 - 広島カープ3-8中日ドラゴンズ
- 1957年4月9日 - 広島カープ6-3大阪タイガース
- 1998年5月26日 - 広島東洋カープ5-7横浜ベイスターズ
- 1999年5月7日 - 広島東洋カープ3-1中日ドラゴンズ

#### オープン戦
- 1999年3月7日 - 広島東洋カープ-大阪近鉄バファローズ
- 2000年3月26日 - 広島東洋カープ-福岡ダイエーホークス
- 2007年3月6日 - 広島東洋カープ1-0読売ジャイアンツ

#### ウエスタン・リーグ公式戦
- 1992年7月12日 - 広島東洋カープ8-13阪神タイガース 勝 西川佳明 敗 西清孝 本 鮎川義文,金子誠一(T) 盗 金本知憲(C),金子誠一(T)
- 1999年7月11日 - 広島東洋カープ対福岡ダイエーホークス 勝 佐久本昌広 敗 宇野雅美 本 野々垣,苫篠(C) 盗 本間満,高橋和(H)
- 2000年6月3日 - 広島東洋カープ対中日ドラゴンズ
- 2009年4月19日 - 広島東洋カープ対中日ドラゴンズ
- 2010年8月15日 - 広島東洋カープ8-2福岡ソフトバンクホークス 観衆:1,544人

### 福岡ソフトバンクホークス

#### オープン戦
- 2016年3月8日 - 福岡ソフトバンクホークス1-0読売ジャイアンツ 観衆:10,489
- 2022年3月8日 - 福岡ソフトバンクホークス6-2読売ジャイアンツ

#### ウエスタン・リーグ公式戦
- 2009年8月15日 - 福岡ソフトバンクホークス11-2阪神タイガース 観衆: 2,500人
- 2011年8月7日 - 福岡ソフトバンクホークス8-0オリックス・バファローズ 観衆:1,581人
- 2012年7月29日 -  福岡ソフトバンクホークス2-5中日ドラゴンズ 観衆:2,300人
- 2015年8月9日 - 福岡ソフトバンクホークス4-1中日ドラゴンズ 観衆:2,038人

### 埼玉西武ライオンズ

#### パシフィックリーグ公式戦
- 1950年5月26日 - 西鉄クリッパース1-3南海ホークス
- 1950年8月25日 - 西鉄クリッパース4-8大映スターズ
- 1950年9月29日 - 西鉄クリッパース1-4近鉄パールス
- 1954年4月8日 - 西鉄ライオンズ16-2大映スターズ

#### オープン戦
- 1959年3月11日 - 西鉄ライオンズ2-3大洋ホエールズ
- 1965年4月2日 - 西鉄ライオンズ2-0阪神タイガース 観衆：13,000人 勝：池永正明 敗：若生智男
- 1966年4月1日 - 西鉄ライオンズ4-6阪神タイガース
- 1969年4月5日 - 西鉄ライオンズ7-7阪神タイガース
- 1972年3月26日 - 西鉄ライオンズ3-12,2-8広島東洋カープ 観衆:11,000人（ダブルヘッダー）
- 1975年3月29日 - 太平洋クラブライオンズ2-5阪神タイガース

#### ウエスタン・リーグ公式戦
- 1975年8月9日 - 太平洋クラブライオンズ5-2広島東洋カープ

### 大阪近鉄バファローズ

#### オープン戦
- 1973年4月5日 - 近鉄バファローズ11-0阪神タイガース

### 松竹ロビンス

#### オープン戦
- 1949年2月28日 - 大陽ロビンス5-2東急フライヤーズ

### 西日本パイレーツ

#### セントラルリーグ公式戦
- 1950年4月23日 - 西日本パイレーツ13-4広島カープ

## アクセス
- JR宇部線 宇部新川駅から宇部市交通局バス「東部市内循環線めぐりーな」で「恩田運動公園」下車。
  - 上記便は少ないため、１番乗り場のバス乗車で、「恩田」下車が便利。徒歩5分ほど。
- JR宇部線 東新川駅または草江駅下車、徒歩18分